# Вилинское сельское поселение
Вилинское сельское поселение (укр. Вілінське сільське поселення, крымскотат. Bürlük köy yurtu, Бурьлюк кой юрту) — муниципальное образование в составе Бахчисарайского района Республики Крым России.

## География
Поселение расположено на северо-западе района, в нижней части долины реки Альма, в зоне перехода Внешней Гряды Крымских гор в степи. Граничит на севере с Табачненским сельским поселением, на юге — с землями Угловского и на востоке — с Каштановским и Ароматненским поселениями.
Площадь поселения 50,99 км².
Транспортное сообщение осуществляется по региональным автодорогам 35К-009 «Саки — Орловка» и 35Н-019 «Песчаное — Почтовое» (по украинской классификации — территориальные автодороги Т-0-104 и О-0-10202).

## Население
| 2001  | 2014  | 2015  | 2016  | 2017  | 2018  | 2019  |
| ----- | ----- | ----- | ----- | ----- | ----- | ----- |
| 6925  | ↗6964 | ↗6965 | ↘6947 | ↘6898 | ↘6836 | ↘6764 |
| 2020  | 2021  |       |       |       |       |       |
| ↗6780 | ↗6974 |       |       |       |       |       |

## Состав
В состав поселения входят 2 села:
| № | Населённый пункт | Тип населённого пункта       | Население на 2014 год |
| - | ---------------- | ---------------------------- | --------------------- |
| 1 | Вилино           | село, административный центр | ↗6973                 |
| 2 | Рассадное        | село                         | ↘1                    |

## История
В 1960-е годы был образован Вилинский сельский совет: на 1968 год он включая 6 сёл:

| - Береговое - Вилино - Песчаное | - Рассадное - Табачное - Угловое |

В 1971 году из состава совета было выведено село Табачное, по состоянию на 1974 год — Береговое и Угловое, нынешний состав из сёл Вилино и Рассадное сельсовет приобрёл после 1977 года.
С 21 марта 2014 года в составе Крыма аннексировано Россией.
Статус и границы новообразованного сельского поселения установлены Законом Республики Крым от 5 июня 2014 года № 15-ЗРК «Об установлении границ муниципальных образований и статусе муниципальных образований в Республике Крым».